# El Granada
Pour les articles homonymes, voir Granada.
Ne doit pas être confondu avec El Granado.
El Granada est une census-designated place (CDP) située dans le comté de San Mateo, en Californie.

## Démographie
| 2000  | 2010  | - | - | - | - |
| ----- | ----- | - | - | - | - |
| 5 724 | 5 467 | - | - | - | - |